# Dynastie Lê
Pour la dynastie régnant de 980 à 1009, voir Dynastie Lê antérieure
 (octobre 2017).
1428–1527
1533–1788
Entités précédentes :
- Dynastie des Trần postérieurs

Entités suivantes :
- Dynastie Mạc (1527)
- Seigneurs Trịnh (1539)
- Seigneurs Nguyễn (1558)
- Dynastie Tây Sơn

La dynastie Lê postérieure (Nhà Hậu Lê en vietnamien) régna de 1428 à 1788 sur le Đại Việt (l'actuel Viêt Nam). Elle est parfois nommée plus simplement la dynastie Lê, la précision postérieure permettant de la distinguer de la dynastie Lê antérieure, qui régna de 980 à 1009.
La dynastie Lê postérieure fut la dynastie au plus long règne au Đại Việt, dirigeant le pays pendant 360 ans, avec une courte interruption.
La dynastie est surtout connue pour son fondateur Lê Lợi dont le nom de règne est Lê Thái Tổ (1428–1433), héros national associé à la légende de l'épée restituée du Lac Hoan Kiem à Hanoi.

## Histoire

### La montée de la dynastie Lê
La dynastie débute officiellement en 1428 avec le couronnement de Lê Lợi de son nom de naissance qui devint l'empereur Lê Thái Tổ après sa victoire contre l'armée de l'envahisseur chinois de la dynastie Ming qui occupait alors le Vietnam. Lê Lợi est devenu un héros national vietnamien et l'un des empereurs vietnamiens les plus connus, grâce à la légende de l'épée restituée, très présente à Hanoi.

### Une histoire chaotique
En 1527, la dynastie Mạc usurpe le trône. Lorsque la dynastie Lê est restaurée en 1533, grâce à un haut dignitaire loyaliste, Nguyễn Kim, elle doit cependant continuer à combattre pour le pouvoir avec la dynastie Mạc, durant la longue période (1543-1592) connue sous le nom des dynasties Nord et Sud, qu'il ne faut pas confondre avec la future « partition » Nord-Sud entre les princes Trinh et Nguyễn du XVIIIe siècle.
Les empereurs Lê ne retrouvent pas toutefois de réelle souveraineté, le pouvoir était effectivement dans les mains des seigneurs Trịnh (Trịnh Kiểm, gendre de Nguyễn Kim assassiné en 1545), tandis que la dynastie Mạc est confinée dans un petit territoire en 1592 et finalement éliminée en 1677.
La dynastie des Lê postérieurs se termine officiellement en 1788, lorsque le soulèvement des frères Tây Sơn élimine à la fois les Trịnh et les Nguyễn, pour ouvrir un nouveau (court) règne avec Nguyễn Huệ sous le nom de Quang Trung.

## Liste des Lê
- 1428-1433 : Lê Thái Tổ ;

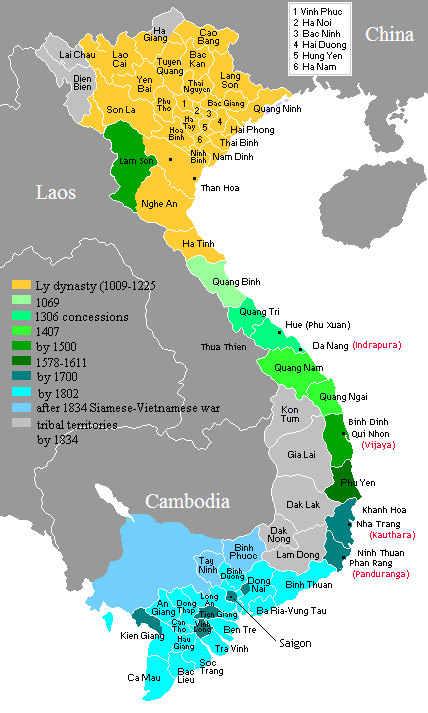
Expansion territoriale du Vietnam de la dynastie Ly (1009) au début de la dynastie Nguyen (1834)

- 1433-1442 : Lê Thái Tông, son fils ;
- 1442-1459 : Lê Nhân Tông, son fils ;
- 1459-1460 : Lê Nghi Dân, son frère ;
- 1460-1497 : Lê Thánh Tông, son frère ;
- 1497-1504 : Lê Hiến Tông, son fils ;
- 1504-1504 : Lê Túc Tông, son fils ;
- 1504-1509 : Lê Uy Mục, fils de Lê Hiên Tong ;
- 1509-1516 : Lê Tương Dực, petit-fils de Lê Thanh Tông ;
- 1516-1516 : Trần Cảo (usurpateur) ;
- 1516-1521 : Trần Thăng (usurpateur) ;
- 1521-1527 : Lê Chiêu Tông petit-fils de Lê Hiên Tông ;
- 1522-1527 : Lê Hoang dê Thung, son frère ;
- 1527-1533 : Usurpation de la Dynastie des Mạc.
- 1533-1548 : Lê Trang Tông, fils de Lê Chiêu Tông ;
- 1548-1556 : Lê Trung Tông ;
- 1556-1572 : Lê Anh Tông, son fils ;
- 1573-1599 : Lê Thế Tông ;
- 1599-1619 : Lê Kính Tông, son fils ;
- 1619-1643 : Lê Thần Tông, son fils ;
- 1643-1649 : Lê Chân Tông, son fils ;
- 1649-1662 : Lê Thần Tông, rétabli ;
- 1662-1671 : Lê Huyền Tông, son fils ;
- 1671-1675 : Lê Gia Tông, fils de Lê Chân Tông ;
- 1675-1705 : Lê Hi Tông, fils de Lê Chân Tông ;
- 1705-1729 : Lê Dụ Tông ;
- 1729-1732 : Lê Duy Phường, son fils ;
- 1732-1735 : Lê Thuần Tông, fils de Lê Du Tông ;
- 1735-1740 : Lê Ý Tông, fils de Lê Du Tông ;
- 1740-1786 : Lê Hiển Tông, fils de Lê Thuân Tông ;
- 1786-1787 : Lê Chiêu Thống, petit-fils de Lê Hiên Tông, mort en 1793 ;
- 1787-1788 : vacance ;
- 1789-1796 : Lê Duy Chỉ, son frère, prétendant, mort en 1796 à Bao Lac ;

## Pour approfondir